# 肯尼迪 (紐約州)
肯尼迪（英語：Kennedy）是位於美國紐約州學托擴縣的普查規定居民點。

## 人口
根據2020年美國人口普查的數據，肯尼迪的面積為5.29平方千米，皆為陸地。當地共有人口473人，而人口密度為每平方千米89.41人。